# Andrzej Krzyształowicz (piłkarz)
Andrzej Krzyształowicz (ur. 21 października 1970 w Bielsku-Białej) – polski piłkarz występujący na pozycji bramkarza i trener piłkarski.

## Kariera piłkarska
Krzyształowicz swoją karierę rozpoczął w BKS Stal Bielsko-Biała, gdzie grał przez ponad 6 lat, w międzyczasie zaliczył epizod w Hejnale Kęty.
W 1995 roku przeniósł się do RKS Radomsko, po sezonie spędzonym w tym klubie wyjechał do Łodzi, gdzie reprezentował barwy ŁKS.
Sezony 1997/1998 i kolejny spędził w Piotrcovii Piotrków Trybunalski, by jeszcze na rok powrócić do ŁKS Łódź.
W 2000 roku przeprowadził się do Olsztyna i podjął się gry w miejscowym Stomilu. Rok później występował już w stołecznej Polonii, w której zagościł przez prawie 2 sezony. Po grze w Polonii Warszawa występował w Zagłębiu Lubin, a następnie powrócił do Warszawy, lecz tym razem do rywala Polonii, Legii Warszawa, lecz tam nie rozegrał ani minuty na I-ligowych boiskach, grywał jedynie w spotkaniach Pucharu Polski.
Jesienią 2005 roku przeniósł się do Jagiellonii Białystok, tutaj również nie zagościł zbyt długo, gdyż już na wiosnę 2006 roku zmienił barwy klubowe. Tym razem postanowił wyjechać za granicę. W rundzie wiosennej reprezentował cypryjski APOEL Nikozja, z którym zdobył puchar kraju, jednak nie rozegrał w tym klubie ani jednego meczu.

## Kariera trenerska
W sezonie 2006/2007 został trenerem bramkarzy w Górniku Łęczna, będąc jednocześnie piłkarzem rezerw tego klubu, później został trenerem bramkarzy Korony Kielce. Po odejściu Jacka Zielińskiego został trenerem bramkarzy Widzewa Łódź. W 2012 został trenerem młodych bramkarzy w warszawskim klubie SEMP Ursynów. W styczniu 2013 roku dołączył do sztabu szkoleniowego saudyjskiego Al-Ittifaq, którego trenerem był wówczas Maciej Skorża. Od sezonu 2019/2020 trener bramkarzy w Pogoni Szczecin